# Roeselia melanocosta
Roeselia melanocosta är en fjärilsart som beskrevs av Inoue 1961. Roeselia melanocosta ingår i släktet Roeselia och familjen trågspinnare. Inga underarter finns listade.